# تصور هذا
هذه الصورة (بالإنجليزية: Picture This)‏ هو فيلم كوميدي تم إنتاجه في الولايات المتحدة سنة 2008 بطولة اشلي تيسدال وهو عن فتاة تريد الذهاب إلى أحد الحفلات ولكنها معاقبه فاستخدمت العذر انها سوف تذهب للدراسة في منزل صدقتها ولكن كل نصف ساعه يتصل ولدهاو يراها في الكاميرا فماذا سيحدث؟؟ تابعو الفلم....

## بطولة
- آشلي تيسدال

## القصة
هو عن فتاة تريد الذهاب إلى أحد الحفلات ولكنها معاقبه فاستخدمت العذر انها سوف تذهب للدراسة في منزل صدقتها ولكن كل نصف ساعه يتصل ولدها لي يتأكد ان الفتاة يدرسون وعندما ذهبة الفتاة لارتداء ثوبها في منزل صدقتها وجدت الثوب ممزق، لهذا ذهبية إلى السوق لشراء ثوب آخر هل استطاعة الفتاة الوصول إلى الحفلة ؟؟ تابعو الفلم...

## روابط خارجية
- تصور هذا على موقع IMDb (الإنجليزية)
- تصور هذا على موقع ميتاكريتيك (الإنجليزية)
- تصور هذا على موقع روتن توميتوز (الإنجليزية)
- تصور هذا على موقع نتفليكس (الإنجليزية)
- تصور هذا على موقع ألو سيني (الفرنسية)
- تصور هذا على موقع قاعدة بيانات الفيلم (الإنجليزية)
- تصور هذا على موقع ليتربوكسد (الإنجليزية)
- تصور هذا على موقع كينوبويسك (الروسية)